# Fraissé-des-Corbières
Fraissé-des-Corbières település Franciaországban, Aude megyében. Lakosainak száma 221 fő (2022. január 1.). Fraissé-des-Corbières Durban-Corbières, Embres-et-Castelmaure, Feuilla, Roquefort-des-Corbières, Saint-Jean-de-Barrou és Villesèque-des-Corbières községekkel határos.

## Népesség
A település népességének változása:
| Lakosok száma | 229  | 224  | 198  | 222  | 234  | 235  | 220  | 213  | 212  | 221  |
|               | 1968 | 1982 | 1990 | 2006 | 2013 | 2015 | 2017 | 2019 | 2020 | 2022 |